# Sylvilagus robustus
Sylvilagus robustus là một loài động vật có vú trong họ Leporidae, bộ Thỏ. Loài này được Bailey mô tả năm 1905.

## Hình ảnh

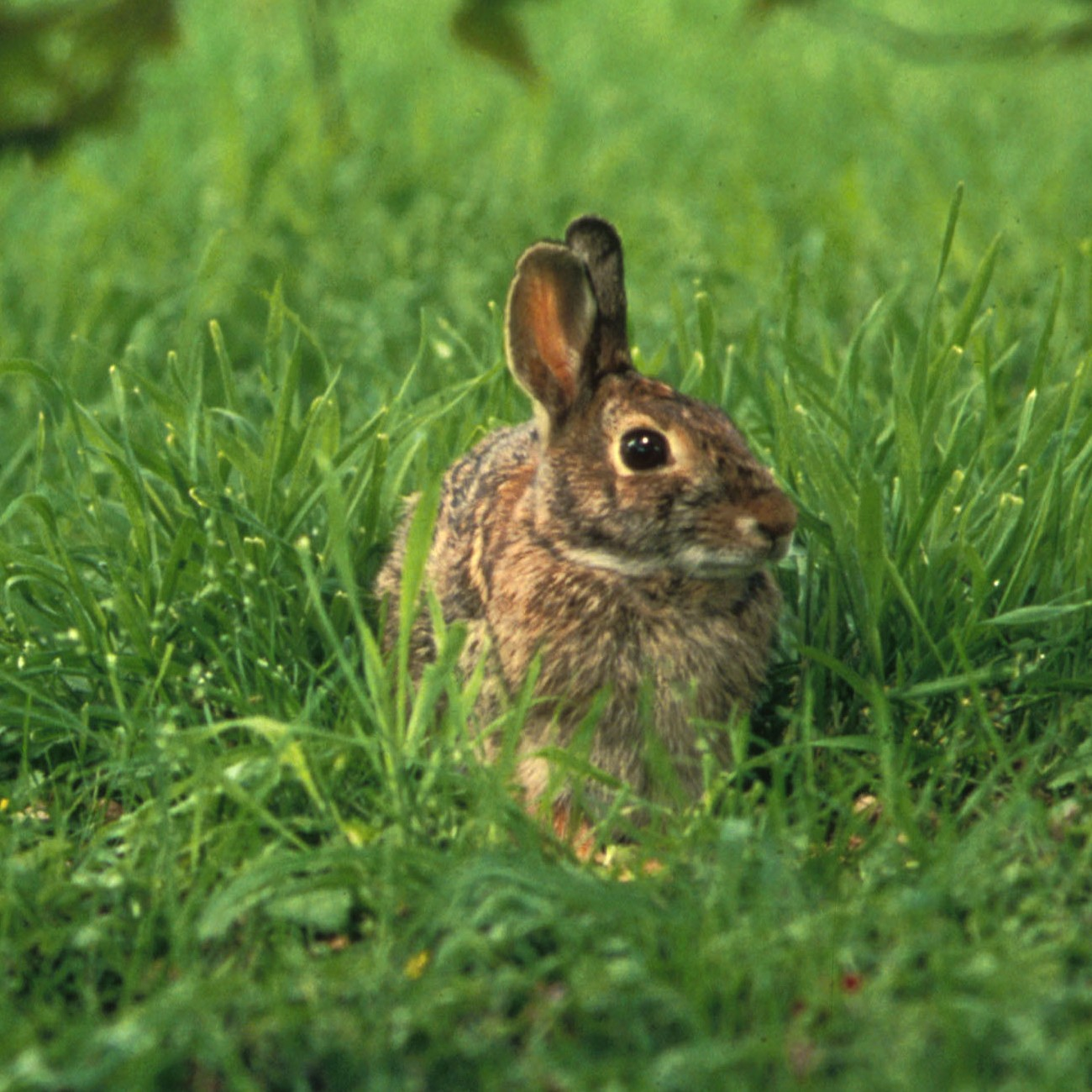